# Devil Is a Loser
Devil is a Loser (с англ. — «Дьявол — неудачник») — второй сингл финской группы Lordi. Был выпущен в 2002 году как часть альбома Get Heavy.

## Список композиций
| №  | Название                              | Длительность |
| -- | ------------------------------------- | ------------ |
| 1. | «Devil Is a Loser»                    | 3:29         |
| 2. | «Don't Let My Mother Know»            | 3:32         |
| 3. | «Devil Is a Loser (музыкальный клип)» |              |

## «Сатанинская» песня
Группа, которую многие называют сатанинской, часто указывает на эту песню — в которой Дьявол является «сукой» музыкантов — в качестве доказательства в неверности этого утверждения. Автор и композитор песни Томи Путаансуу (более известный как Mr. Lordi) утверждает:

У нас есть много фанатов, которые являются верующими. Песня «Devil Is a Loser» открыла ворота в этой перспективе. Она утверждает, что наши верующие фанаты на нашей стороне.
Оригинальный текст (англ.)We have many fans who are believers. Devil Is a Loser opened the gates in that perspective. It has such a statement that fans in faith realised that these guys are on our side.
— 
Несмотря на это, некоторые всё равно утверждают, что Lordi является сатанинской группой, или, по крайней мере, демонической, указывая на то, что в клипе Mr. Lordi ведёт себя хуже, чем дьявол.
«Devil Is a Loser» является одной из шести песен, исполненных на опен-эйр концерте в Хельсинки, на котором группа праздновала свою победу на Евровидении с песней «Hard Rock Hallelujah», являясь первой финской группой, которая победила на данном конкурсе, с рекордным показателем на 2005 год (292 очка).

## Музыкальный клип
Клип на песню происходит в рейве под названием «Halloween BloodBathParty», где играет музыка (начало песни). Неожиданно динамик взрывается, и музыка останавливается, но через несколько секунд песня возвращается в сопровождении дьявольского смеха. Mr. Lordi поднимается из-за диджея и тащит его в другую комнату.
Затем в рейв приходят Kita, Amen, Kalma и Enary; толпа пугается, после чего остальные участники группы появляются силуэтом за рваной пластиковой шторой. Молодой человек с пластиковыми рогами дьявола смотрит через отверстие в занавесе, но отступает, когда Mr. Lordi сильно ударяет его. Затем девушка в белой футболке также пытается всмотреться в отверстие, но вокалист захватывает её голову, овладевая ей. После этого девушка дрейфует сквозь толпу с пустыми белыми глазами и безумной улыбкой, повторяя слова: «Devil Is a Loser». Вдруг занавес падает, и динамики взрываются.
Толпа в ужасе добегает до забора и пытается спастись, но безрезультатно, так как сзади появляется Mr. Lordi, и все исчезают.

## Позиция в чартах
| Чарт                             | Наивысшая позиция |
| -------------------------------- | ----------------- |
| Finland Top 20                   | 9                 |
| World Modern Rock Top 30 Singles | 10                |